# Scheune Dalsper 53
Die Scheune Dalsper 53, im niedersächsischen Elsfleth-Dalsper im Landkreis Wesermarsch stammt(e) vom Ende des 18. Jahrhunderts.
Das Gebäude steht/stand unter Denkmalschutz (siehe auch Liste der Baudenkmale in Dalsper)

## Beschreibung und Geschichte
Die Marschhufensiedlung Moorriem mit der mittleren Bauerschaft Dalsper erstreckt sich über etwa 16 Kilometer, wurde nach 1062 gegründet und erhielt im 14. Jahrhundert die heutige Struktur mit den schmalen, oft extrem langgestreckten Parzellen. Im Abstand von ca. 50 bis 100 Metern liegen zahlreiche Hofstellen auf Wurten.
Die eingeschossige giebelständige Scheune in Ankerbalkenkonstruktion und Fachwerk, teils mit Steinausfachungen und teils verbohlt, mit reetgedecktem Walmdach und Querdurchfahrt stammt(e) von um 1800. Das Gebäude war in einem baulich ruinösen Zustand und ist wohl abgerissen worden.
Das Landesdenkmalamt befand: „geschichtliche und städtebauliche Bedeutung … als beispielhafte Fachwerkscheune der Zeit um 1800“.